# Prelog
Prelog (węg. Perlak) – miasto w północnej Chorwacji, w żupanii medzimurskiej, siedziba miasta Prelog. Leży 15 km na wschód od Čakovca. W 2011 roku liczył 4324 mieszkańców.

## Charakterystyka
Prelog jest położony na obszarze Međimurja, na wysokości 152 m n.p.m., 17 km na południowy wschód od Čakovca, nad rzeką Drawą.
Miejscowa gospodarka oparta jest na rolnictwie i przemyśle metalowym, budowlanym, tekstylnym, papierniczym, meblarskim i tworzyw sztucznych.